# Vladislav Hojovec
Vladislav Hojovec (18. ledna 1928, Klatovy – 22. června 2002, Praha) byl významným českým kartografem, který se zasloužil na vývoji výpočetní techniky v geodézii a kartografii, a dále se zaměřoval na téma kartografické zobrazování. Studoval na ČVUT v Praze, kde v roce 1964 obhájil habilitační práci Přínos novodobé výpočtové techniky k rozvoji některých numerických řešení v geodezii a kartografii. Po studiích nastoupil jako asistent u prof. F. Fialy a věnoval se jednak pedagogické dráze, dále zastával funkci proděkana fakulty a později se stal vedoucím katedry mapování FS ČVUT v Praze. Zemřel v roce 2002.

## Dílo
Sepsal řadu děl, například Výpočetní technika (Samočinné počítače, stroje na děrné štítky a jejich použití v geodézii a kartografii), Praha 1966, Praktické metody konstrukce kartografických zobrazení, Praha 1969, Automatizace geodetických výpočtů, Praha 1970, dále se podílel na publikacích Výpočetní a zobrazovací technika v geodézii a kartografii a Matematická kartografie, sepsal články do zahraničních publikací La classe des projections equidistantes dans les méridiens et dans les parallèles (1977), Klasse Äquivalenter, in Meridianen äquidistanter Abbildungen (1978) a On the General Theory of Equivalent  Projection (1984). V roce 1993 založil časopis Geodetický a kartografický obzor, který se vydával do roku 2012.